# Parque Nacional Cozia
O Parque Nacional Cozia (em romeno:  Parcul Național Cozia) (parque nacional da categoria II IUCN) está situado na Roménia, na parte nordeste do condado de Vâlcea, no território administrativo das localidades de Brezoi, Călimănești, Racoviţa, Perișani, Sălătrucel e Berislăvești.